# S10-es autóút (Ausztria)

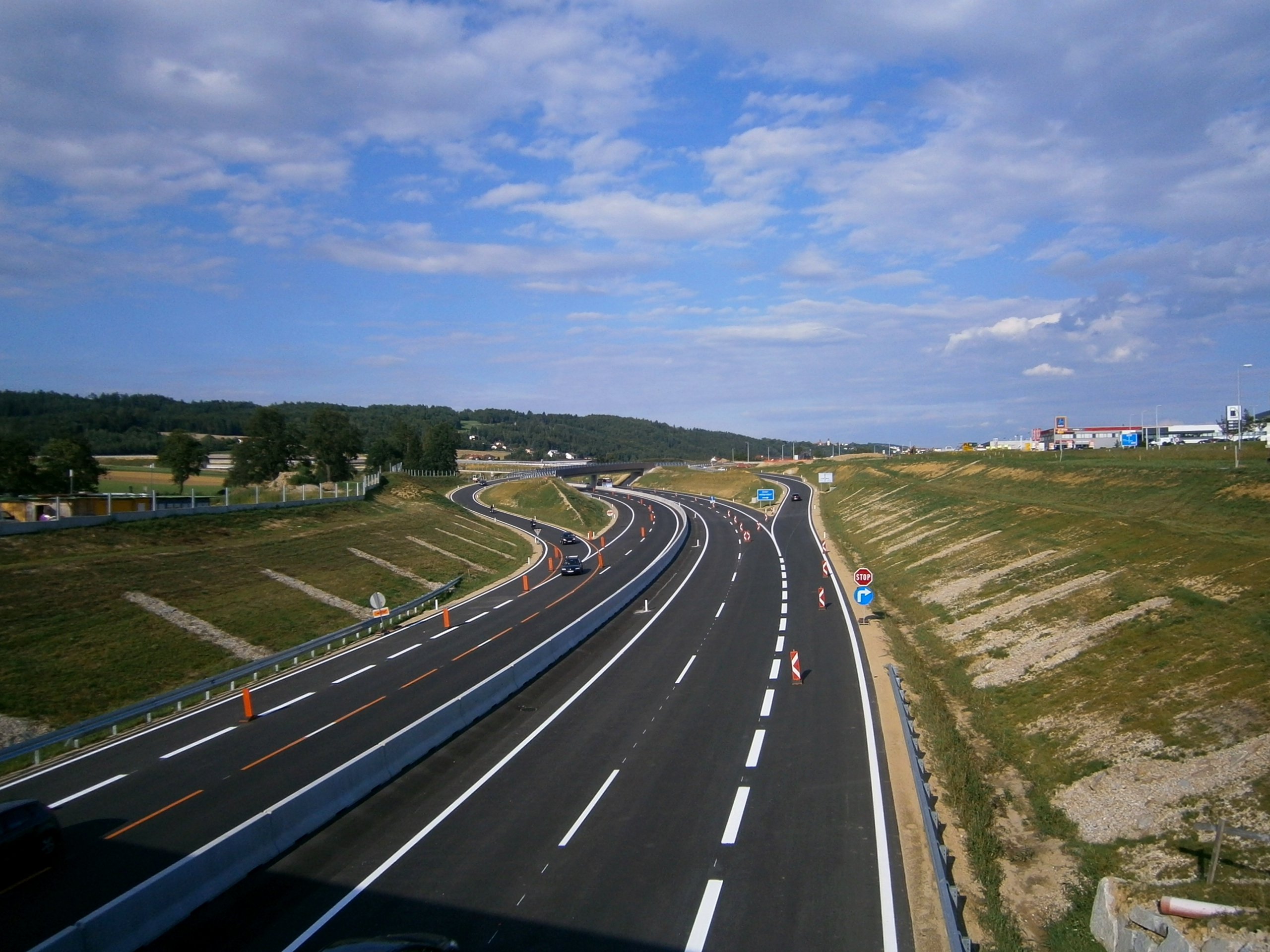
Az S10-es gyorsforgalmi út 2012-ben megnyílt első szakasza

Az S10-es gyorsforgalmi út (németül Mühlviertler Schnellstraße) Felső-Ausztriában fut, és összeköti össze az A7-es autópályát az R3-as autóúttal Unterweitersdorf és Wullowitz között.

## Története
2009. augusztus 1-én mindkét oldalról megindult a 22 km-es Unterweitersdorf–Freistadt-Nord szakasz építése.
2010-ben elvégzett régészeti feltárások nyomán Unterweitersdorf közelében késő bronzkori településnyomokat rögzítettek, amelyet a környező településeken kiállítások keretében be is mutattak.
2012. július 30-án megnyílt az első gyorsforgalmiút-szakasz Unterweitersdorf mellett. A 2,5 km-es szakasza az A7-es autópályát kötötte össze a B124-es, B125-ös és B310-es főutakkal.
A Neumarkt im Mühlkreis település alatt húzódó alagút, amely jelenleg a B310-es főutat szolgálja, a jövőben a gyorsforgalmi út részét fogja képezni, amikor elkészül a nyugati oldali 1,3 km-es alagútpárja is és a rávezető utak. Ezzel a neumarkti szakasz összesen 1,9 km-re bővül.
2014. november 15-én átadásra került a Freistadt várost elkerülő 6 km-es szakasz két alagúttal, egy földalatti átvezetéssel és tizenhárom híddal. A várost terhelő 23 000-es forgalomból várhatóan 15 000 jármű fogja használni a 142 millió euróból kivitelezett gyorsforgalmi utat.
A 22 km-es Unterweitersdorf–Freistadt-Nord szakasz építése 2009. augusztus 1-én mindkét oldalról egyszerre indult el. 2010-ben elkészültek a csatlakozó körforgalmú csomópontok, 2012. május 25-én pedig a 300 m hosszú Satzinger község alatti alagút, illetve a több mint 700 m hosszú Manzenreith alagút építése. Emellett tizenhárom híd és 800 m hosszú földalatti szakasz épült Walchshof városrész alatt és a Freistadt elkerülő szakaszain. Az átadásra 2015. december 21-én került sor.
A 2015-ös évre a teljes szakasz forgalmát 10 300 és 12 400 jármű/napra becsülték, 2025-re pedig a forgalom elérheti a 19 000–40 000 jármű/nap forgalmat a déli, Linz felé vezető szakaszon.

## Tervezett szakasz
A Freistadt-Nord és Wullowitz közötti 14,6 km hosszú szakasz még csak tervezett, építése attól függően indul, miképp csatlakozik a cseh oldalon tervezett R3-as autóút beruházásaihoz.
Takarékossági okokból a minisztérium felfüggesztette a tervezési munkákat. 2012 végén az ASFiNAG a tervezést a lehetséges előzetes nyomvonal-kijelöléssel folytatta és azokat 2013 végéig befejezte. Nincs rögzítve a Rainbach im Mühlkreis község nyugati elkerülője az északi oldalon, illetve Wullowitz község melletti szakasz sem.

## Fordítás
- Ez a szócikk részben vagy egészben az Mühlviertler Schnellstraße című német Wikipédia-szócikk fordításán alapul.  Az eredeti cikk szerkesztőit annak laptörténete sorolja fel. Ez a jelzés csupán a megfogalmazás eredetét és a szerzői jogokat jelzi, nem szolgál a cikkben szereplő információk forrásmegjelöléseként.